# Universitat de Pittsburgh
La Universitat de Pittsburgh (University of Pittsburgh, Pitt) és una universitat independent situada a la ciutat estatunidenca de Pittsburgh (Pennsilvània). Fundada el 1787, és líder en camps com ara la filosofia i la medicina i molt coneguda pel seu treball pioner en el desenvolupament de la vacuna contra la poliomielitis. El seu edifici central, la Cathedral of Learning, és un exemple icònic de l'arquitectura neogòtica dels Estats Units.